# Le avventure aviatorie di un Balillino
Le avventure aviatorie di un Balillino è una storia a fumetti scritta da Mario Nerbini e disegnata da Carlo Cossio pubblicata nel 1928 in Italia dalla Nerbini.
Pubblicata come supplemento alla rivista umoristica Il 420, è stata a lungo considerato il primo albo a fumetti pubblicato in Italia, fino a quando non si è ritrovata una copia di un albo edito dalla Casa Editrice Imperia, Le burle di Furbicchio ai maghi, risalente al 1924.